# Kabinet-De Geer II (Zweden)

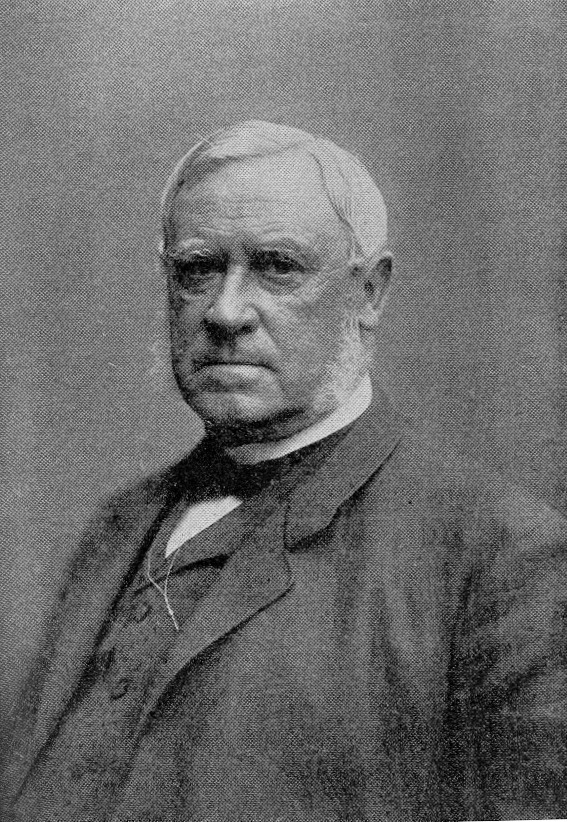
Louis Gerhard De Geer, de eerste minister-president van Zweden.

Het kabinet-De Geer II was een Zweeds kabinet in functie van 11 mei 1875 tot 19 april 1880. Het was het tweede kabinet onder leiding van Louis Gerhard De Geer, die op 20 maart 1876 als eerste minister-president van Zweden werd aangesteld. Voor 1876 had hij de functie minister-president van justitie en was de koning de voorzitter van de ministerraad. De minister-president werd in het Zweeds statsminister genoemd. Ook de ministeries van Justitie en Buitenlandse Zaken hebben een statsminister gekend.

## Samenstelling
| Functie                                                  | Naam                      | Van               | Tot               |
| -------------------------------------------------------- | ------------------------- | ----------------- | ----------------- |
| Minister-president                                       | Louis Gerhard De Geer     | 20 maart 1876     | 19 april 1880     |
| Ministerie van Justitie (Justitiedepartementet)          |                           |                   |                   |
| Statsminister van Justitie                               | Louis Gerhard De Geer     | 11 mei 1875       | 20 maart 1876     |
| Minister van Justitie                                    | Louis Gerhard De Geer     | 20 maart 1876     | 6 juni 1879       |
| Minister van Justitie                                    | Ludvig Teodor Almqvist    | 6 juni 1879       | 19 april 1880     |
| Ministerie van Buitenlandse Zaken (Utrikesdepartementet) |                           |                   |                   |
| Minister van Buitenlandse Zaken                          | Oscar Björnstjerna        | 17 december 1872  | 19 april 1880     |
| Ministerie van het Leger (Lantförsvarsdepartementet)     |                           |                   |                   |
| Minister van Oorlog                                      | Oscar Weidenhielm         | 5 december 1871   | 11 september 1877 |
| Minister van Oorlog                                      | Henrik Rosensvärd         | 11 september 1877 | 19 april 1880     |
| Ministerie van de Marine (Sjöförsvarsdepartementet)      |                           |                   |                   |
| Minister van Marine                                      | Fredrik von Otter         | 23 december 1874  | 19 april 1880     |
| Ministerie van Financiën (Finansdepartementet)           |                           |                   |                   |
| Minister van Financiën                                   | Hans Forssell             | 23 december 1874  | 19 april 1880     |
| Ministerie van de Kerkleer (Ecklesiastikdepartementet)   |                           |                   |                   |
| Minister van de Kerkleer                                 | Fredrik Ferdinand Carlson | 11 mei 1875       | 1 november 1878   |
| Minister van de Kerkleer                                 | Carl Gustaf Malmström     | 1 november 1878   | 27 augustus 1880  |
| Ministerie van Burgerzaken (Civildepartementet)          |                           |                   |                   |
| Minister van Burgerzaken                                 | Carl Johan Thyselius      | 11 mei 1875       | 19 april 1880     |
| Zonder ministerie                                        |                           |                   |                   |
| Minister zonder portefeuille                             | Oscar Alströmer           | 11 mei 1875       | 4 juli 1878       |
| Minister zonder portefeuille                             | Nils von Steyern          | 11 mei 1875       | 19 april 1880     |
| Minister zonder portefeuille                             | Henrik Lovén              | 11 mei 1875       | 19 april 1880     |
| Minister zonder portefeuille                             | Gerhard Lagerstråle       | 11 mei 1875       | 6 juni 1879       |